# Người chiến sĩ trẻ
Người chiến sĩ trẻ (tiếng Anh: The Young Soldier, tiếng Nga: Молодой боец) là một bộ phim điện ảnh cách mạng Việt Nam do Nghệ sĩ nhân dân Hải Ninh và Nguyễn Đức Hinh đạo diễn. Bộ phim được Hãng phim truyện Việt Nam sản xuất và ra mắt khán giả vào năm 1964. Không chỉ giành được Bông sen vàng tại Liên hoan phim Việt Nam, bộ phim còn giành được một số giải thưởng điện ảnh khác tại Liên Xô và giúp đạo diễn Hải Ninh nhận được Giải thưởng Hồ Chí Minh.

## Nội dung
Bộ phim lấy bối cảnh miền Bắc Việt Nam những năm 1950 trong Chiến tranh Đông Dương và xây dựng nhân vật chính dựa trên hình tượng Cù Chính Lan, một trong bảy Anh hùng Lực lượng vũ trang nhân dân đầu tiên của Việt Nam. Trên đường về nhận nhiệm vụ tại một đơn vị chiến đấu, Cù Chính Lan bắt được một lính Pháp đang bỏ trốn sau thất bại trong một trận chiến. Khi về đơn vị, anh được giao nhiệm vụ làm "anh nuôi". Mặc dù chỉ được giao nhiệm vụ bếp núc nhưng anh vẫn hoàn thành nhiệm vụ của mình, đồng thời tự mình học tập cách sử dụng các loại vũ khí. Trong một trận đánh tại rừng Giang Mỗ, quân đội Việt Minh đang thắng thế thì xe tăng của quân đội Pháp xuất hiện làm đảo ngược tình thế, đồng đội của Cù Chính Lan cũng bị thương. Với lòng dũng cảm của bản thân và sự hỗ trợ của đồng đội, anh đã dùng lựu đạn phá được xe tăng, nêu gương đầu trong việc dùng vũ khí thô sơ diệt cơ giới.

## Diễn viên
- Hồng Đức vai Cù Chính Lan.[6]
- Sĩ Cừ vài Hừng.[6]
- Minh Đức vai Thoan.[7]
- Hà Văn Trọng vai Chính trị viên.[8]
- Anh Thái vai bộ đội Kính.[9]
- Nam Hà vai Nùng.
- Ngô Nam vai Thụy.
- Trần Phương vai Đại đội trưởng.
- Nguyễn Kiến Quốc vai Tiểu đoàn trưởng.

## Sản xuất và công chiếu
Năm 1964, Xưởng phim Hà Nội (nay là Hãng phim truyện Việt Nam) phối hợp với Đoàn Điện ảnh Quân đội nhân dân Việt Nam sản xuất một bộ phim về chiến công của Anh hùng Lực lượng vũ trang nhân dân Cù Chính Lan. Đây là bộ phim nhựa trắng đen do nhà văn Hải Hồ viết kịch bản, nghệ sĩ Hải Ninh và Nguyễn Đức Hinh đồng đạo diễn và nhà qua phim Nguyễn Khánh Dư đảm nhiệm quay phim chính. Đây là bộ phim thứ hai của đạo diễn Hải Ninh, cũng là tác phẩm đầu tay của đạo diễn Đức Hinh. Người đảm nhận phần âm nhạc cho bộ phim là nhạc sĩ Trọng Bằng, nhạc trưởng đầu tiên của Việt Nam, đồng thời là người Việt Nam đầu tiên tốt nghiệp bằng Đỏ tại Nhạc viện Tchaikovsky. Sau khi tốt nghiệp ở Liên Xô về nước, ông được nhạc sĩ Nguyễn Đình Phúc mời viết nhạc cho bộ phim này. Trong bài hát "Noi gương Cù Chính Lan", Trọng Bằng đã sử dụng bút pháp giao hưởng và hướng theo con đường giao hưởng hóa nhạc phim.
Tháng 6 cùng năm, bộ phim chính thức ra mắt khán giả, được công chiếu rộng rãi tại nhiều rạp và các đội chiếu bóng lưu động ở miền Bắc Việt Nam. Bộ phim còn có bản phụ đề chữ Hán và được công chiếu tại Trung Quốc với tên tiếng Trung: 年轻的战士; Hán-Việt: Niên khinh đích chiến sĩ; nghĩa đen 'Chiến sĩ trẻ tuổi' vào năm 1965. Đến tháng 7 năm 1965, bộ phim đã được gửi đi tham gia và được công chiếu tại Liên hoan phim quốc tế Moskva.

## Đánh giá và đón nhận
Người chiến sĩ trẻ là bộ phim tạo được tiếng vang đầu tiên cho đạo diễn Hải Ninh và đặt nền móng cho những bộ phim giàu chất sử thi sau này của ông. Đây không chỉ là bộ phim đầu tiên về một anh hùng Việt Nam có thật trong Chiến tranh Đông Dương, mà còn được xem là một trong những bộ phim Việt Nam đề tài "chống Pháp" được đánh giá cao, bên cạnh những bộ phim như Lửa Trung tuyến, Vợ chồng A Phủ, Kim Đồng. Tại Liên hoan phim quốc tế Moskva, bộ phim đã nhận được bằng khen của Hội Điện ảnh và Đoàn Thanh niên Komxomon Liên Xô tại liên hoan phim này. Một nhà văn Liên Xô là Fyodor Razzakov đã nhận xét rằng: "Bộ phim đã phản ánh một cách sinh động quy mô của phong trào giải phóng miền Nam Việt Nam, lòng dũng cảm và chủ nghĩa anh hùng của những người yêu nước Việt Nam".
Đến năm 1970, đây là một trong số ít bộ phim điện ảnh tham gia tranh giải tại Liên hoan phim Việt Nam lần thứ 1 và đã nhận được giải Bông sen vàng. Năm 2007, đạo diễn Hải Ninh được trao Giải thưởng Hồ Chí Minh cho 5 tác phẩm bao gồm Người chiến sĩ trẻ.

## Giải thưởng và đề cử
| Năm  | Lễ trao giải                            | Hạng mục                                         | Kết quả       | Nguồn         |
| ---- | --------------------------------------- | ------------------------------------------------ | ------------- | ------------- |
| 1965 | Liên hoan phim quốc tế Moskva lần thứ 4 | Giải thưởng chính                                | Đề cử         | [ 16 ]        |
| 1965 | Liên hoan phim quốc tế Moskva lần thứ 4 | Giải thưởng của Hội Điện ảnh Liên Xô             | Bằng khen     | [ 24 ]        |
| 1965 | Liên hoan phim quốc tế Moskva lần thứ 4 | Giải thưởng của Đoàn Thanh niên Komxomon Liên Xô | Bằng khen     | [ 20 ]        |
| 1970 | Liên hoan phim Việt Nam lần thứ 1       | Phim truyện điện ảnh                             | Bông sen vàng | [ 25 ] [ 26 ] |